# Regalia du royaume de France

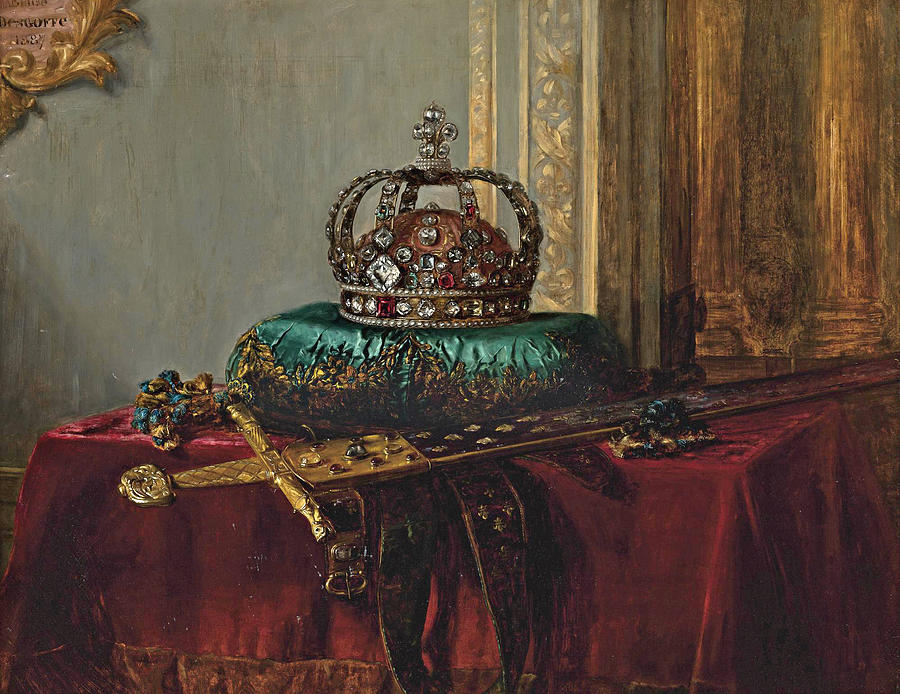
Couronne du sacre des rois de France par Blaise Alexandre Desgoffe, présenté lors de l'Exposition universelle de 1878. Deux instruments sont représentées : l'épée Joyeuse et la couronne de Louis.

Les instruments du sacre des rois de France ou ornements royaux sont un ensemble d'objets symboliques utilisés par la royauté française. Ils sont parfois improprement désignés sous le nom de regalia. Aujourd’hui, la plupart de ceux qui remontaient au Moyen Âge ont disparu. Sous l'Ancien Régime, ils étaient en grande partie déposés dans le trésor de la basilique Saint-Denis qui servait également de nécropole pour les rois de France. La Sainte Ampoule, utilisée selon la légende lors du baptême de Clovis, a notamment été brisée pendant la Révolution française. La Convention nationale en a décidé la destruction par décret en 1793. Il s’agissait alors de détruire un objet qui incarnait la théorie du droit divin.
Certains des ornements royaux nous sont néanmoins parvenus, comme Joyeuse, épée dite de Charlemagne, le sceptre de Charles V ou la couronne de Louis XV. D'autres ont été reconstitués durant la Restauration (la nouvelle Sainte Ampoule ou le manteau fleurdelisé du sacre reconstitué à partir des restes de celui brûlé à la Révolution).
La plupart de ces trésors sont aujourd'hui conservés à Saint-Denis ou au Louvre.

## Terminologie
Depuis les dernières décennies du XXe, l'usage anglais de désigner ces objets sous le terme de regalia s'est diffusé dans une partie de la littérature francophone. Ce terme est pourtant impropre à bien des égards. 
Tout d'abord, il n'a jamais été employé dans ce sens à l'époque monarchique ni en France, ni dans les pays voisins du continent. En France, on parlait d'ornements ou d'insignes royaux, et plus anciennement d'entresignes.
Surtout, le terme de regalia renvoie à tout autre chose dans le contexte continental. Reprenant le pluriel de l'adjectif latin regalium (qui est au roi), il désigne non pas des objets mais une série de droits attachés à la souveraineté. Dans le contexte impérial, ces droits royaux étaient appelés jura majestica en latin et Regalien en allemand. En France, où le roi prétendait détenir des droits égaux à ceux de l'empereur, le plus éminent de ces droits était appelé droit de régale,.

## Sources
Divers documents médiévaux signalent les différents ornements royaux : 
- Les textes qui les évoquent sont bien connus des médiévistes :  la description du sacre de Louis VI, raconté par l’abbé Suger ; les ordo d’Hincmar de Reims (IXe siècle), de Fulrad (Xe siècle), de Saint Louis (XIIIe siècle)
- Les documents iconographiques sont divers : les sceaux, les miniatures des Grandes Chroniques de France peuvent fournir des éléments visuels. Certains objets du sacre, comme le sceptre de Charles V très restauré au XIVe siècle, sont conservés au musée du Louvre, soit dans le département des objets médiévaux, soit dans la galerie d'Apollon. D'autres objets sont conservés à la Bibliothèque nationale de France et au trésor de la cathédrale de Reims.

## Couronnes
Une partie des ornements royaux était confiée au trésor de l'abbaye de Saint-Denis, notamment les couronnes. 
Le nombre de couronnes varia selon les règnes ; ainsi, Charles V disposait de 21 couronnes de roi, 5 couronnes de reines, 17 cercles de reines et de princesses, 5 chapels, 9 fleurons d'une couronne. Ces couronnes n'étaient pas affectées au sacre et elles étaient parfois privées de pierres passées sur d'autres objets royaux ou liturgiques ; trois couronnes avaient été faites par le roi Charles V dont une était un reliquaire et donc non destinée à être portée, une venait de son père Jean II comme chef de l'ordre de l'Étoile, un autre de Jeanne de Bourgogne, femme de Philippe VI.
Les rois de France portèrent ces couronnes fermées y compris dans leurs armes à partir de Louis XII. Les couronnes françaises furent alors dotées de huit arches, ce qui fut imité par les autres monarchies européennes, à l'exception de l'Angleterre et l’Écosse qui conservèrent l'archaïsme des quatre arches. Toutes les couronnes royales qui avaient survécu jusqu'à la Révolution, sauf celle de sortie et de festin du sacre de Louis XV, ont été détruites par la Convention nationale.

### Couronnes dites de Charlemagne

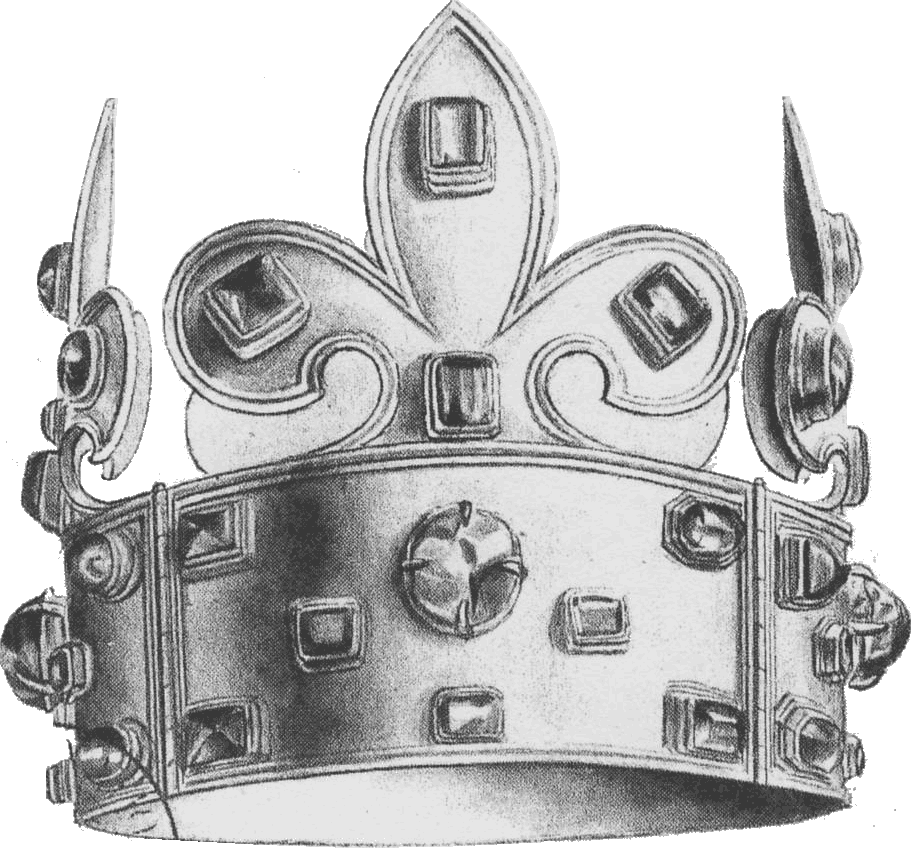
Couronne de Charlemagne.

Le 14 août 1193, le roi Philippe Auguste épouse en secondes noces Ingeburge de Danemark. Le lendemain, elle est sacrée ; pour l'occasion le roi porte une couronne. En 1223, le roi lègue par un testament (conservé à l'abbaye) sa couronne ainsi que celle de la reine au trésor de Saint-Denis. Peu après Louis VIII et Blanche de Castille sont couronnés à Reims avec ces deux couronnes. Le roi ne respecte pas les volontés de son père et décide moyennant une importante somme d'argent au moine de récupérer les deux couronnes. En 1226, Louis IX monte sur le trône. En 1261, ce dernier décide de rendre définitivement à l'abbaye de Saint-Denis les deux couronnes indiquant par un texte qu'elles furent faites pour le sacre des rois et des reines et que les jours de fête solennelle elles soient suspendues par des chaînettes au-dessus de l'autel matutinal. C'est ainsi que ces deux couronnes du roi et de la reine furent versées au trésor de l'abbaye.
L'inventaire du trésor de 1534 en donne une description précise. La couronne du roi était d'or massif et pesait avec l'ensemble des pierres du bonnet et des chaines d'argent près de quatre kilogrammes. Le cercle et les fleurons totalisaient 48 pierres précieuses réparties comme tel : 16 rubis balais (spinelles), 16 émeraudes et 16 saphirs. Le cercle de base était formé de 4 plaques rectangulaires reliées par des systèmes de charnières. En haut, au milieu de chaque élément se trouvait un rubis flanqué de deux émeraudes ainsi qu'une en dessous. Chaque élément était orné de la même façon. Chaque série était séparée par 4 saphirs ; il en était de même pour les pierres ornant les fleurs de lis. Cette couronne possédait une coiffe intérieure de forme conique surmontée par un rubis de 200 carats. C'est le roi Jean II qui fit réaliser cette coiffe de couleur cramoisie. En 1547, Henri II fit refaire un nouveau bonnet doublé de satin. En 1590, le duc de Mayenne s'empare de la couronne et la fond pour en tirer de l'argent et financer la Ligue catholique.
Par la suite, c'est la couronne de reine qui était quasiment identique qui servit pour les sacres. Ces deux couronnes furent appelées successivement « couronnes de Charlemagne ».

### Sainte couronne dite couronne de saint Louis

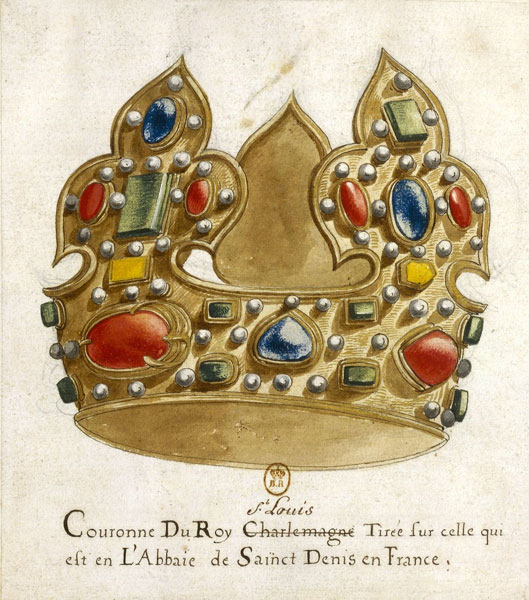
Couronne de saint Louis.

Il existait à la fin du XIIIe siècle une couronne d'or fleurdelisée et gemmée qui était déjà réparée : sur au moins la moitié de sa circonférence, elle était doublée intérieurement d'une plaque métallique. Hervé Pinoteau suppose qu'elle fut créée au XIe siècle pour abriter une insigne relique et qu'elle fut remaniée à l'époque de Suger, voire plus tard selon l'opinion de Danielle Gaborit-Chopin.
Cette couronne royale était dite abriter une épine de la couronne de Jésus-Christ et constituait avec le Saint Clou une des pièces principales du trésor de l'église. L'épine était placée sous un énorme cabochon qu'on nommait rubis, mais qui était un spinelle de 278 carats métriques. D'après Suger, cette épine était un don de Louis VI à l'église de Saint-Denis lui venant de sa grand-mère Anne de Kiev. L'émeraude au centre de la fleur de lis centrale est de nos jours au Muséum national d'histoire naturelle, à Paris.
Au Moyen Âge, on appelait cette couronne reliquaire Sainte Couronne ou couronne d'épines, puis on prit l'habitude de l'appeler couronne de saint Louis. Elle servit pour le sacre de Jean II et celui d'Anne de Bretagne.
Cette couronne était portée en procession quand on célébrait l'obit ou la messe solennelle d'un roi. Déposée à l'autel des Saints Martyrs en compagnie d'autres reliques (Saint Clou, bras de Saint Syméon), la couronne fut ensuite déposée sous l'Ancien régime dans une armoire du trésor. Cette couronne fut représentée sur deux tableaux : "La Messe de Saint Gilles" et "La Vierge de la famille de Vic".
Danielle Gaborit-Chopin la décrit ainsi : « Une couronne circulaire, d'un seul tenant, surmontée par quatre larges fleurs de lis aux extrémités renflées. Sur le bandeau, quatre grenats et quatre saphirs alternés étaient séparés par une paire d'émeraude ; sur chaque fleuron, deux grenats, une émeraude, et une topaze entouraient un saphir sauf sur le fleuron principal où une table rectangulaire d'émeraude était placée au centre, les pierres étaient serties dans des bâtes épaisses, entourée d'une moulure. Cent grosses perles étaient disséminées entre les pierres précieuses, fixées de bout par une tige verticale qui les traversaient de part en part ». Cette couronne pesait 11 marcs dont 4 pour pierres, perles et argent doré et fut détruite par la Convention nationale.

### Couronne d'HenriIV

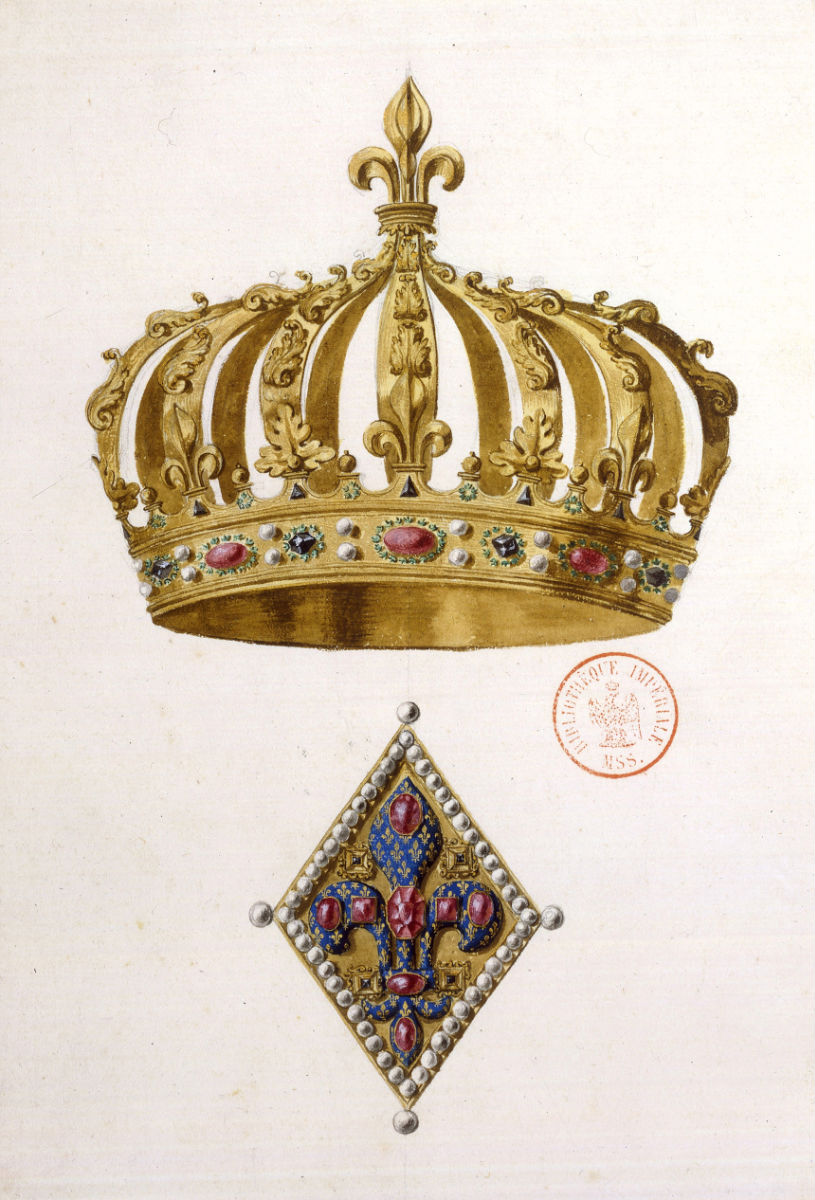
Couronne d'Henri IV ; en-dessous, le fermail du sacre des rois de France.

Après l'accession d'Henri IV au trône de France, le 2 août 1589, il abjure solennellement le protestantisme, le 25 juillet 1593 en la basilique Saint-Denis. Mais, en pleine huitième guerre de religion, le camp catholique est très réticent à laisser un ancien protestant se faire sacrer, événement très important pour le nouveau roi ; Reims et la Sainte Ampoule sont toujours aux mains des ligueurs, ainsi que le trésor de Saint-Denis, détenu à Paris. Il faut donc pour le sacre du roi une autre huile sainte (l'évêque de Chartres Nicolas de Thou utilisera une huile sainte provenant de Marmoutier), fabriquer de nouveaux habits royaux, deux couronnes, un sceptre et une main de justice, transféré plus tard à Saint-Denis après la reconquête du royaume.
Cette couronne réalisée pour le sacre d'Henri IV à Chartres était à 12 demi-arches ornées de feuilles, avec 6 fleurs de lys et 6 feuilles d'ache ; 6 émaux rouges et 6 émaux bleus, imitant rubis et saphirs, étaient séparés par des boules d'émail blanc imitant des perles.
À noter qu'il existait une deuxième couronne d'Henri IV : elle était identique à la première, mais faite en vermeil et non plus en or, et sans les arches partant des fleurs de lys et de fleurs d'ache. Plus légère, elle fut utilisée lors du banquet suivant le sacre. Les deux couronnes furent fondues en 1793.

### Couronne deLouisXIII

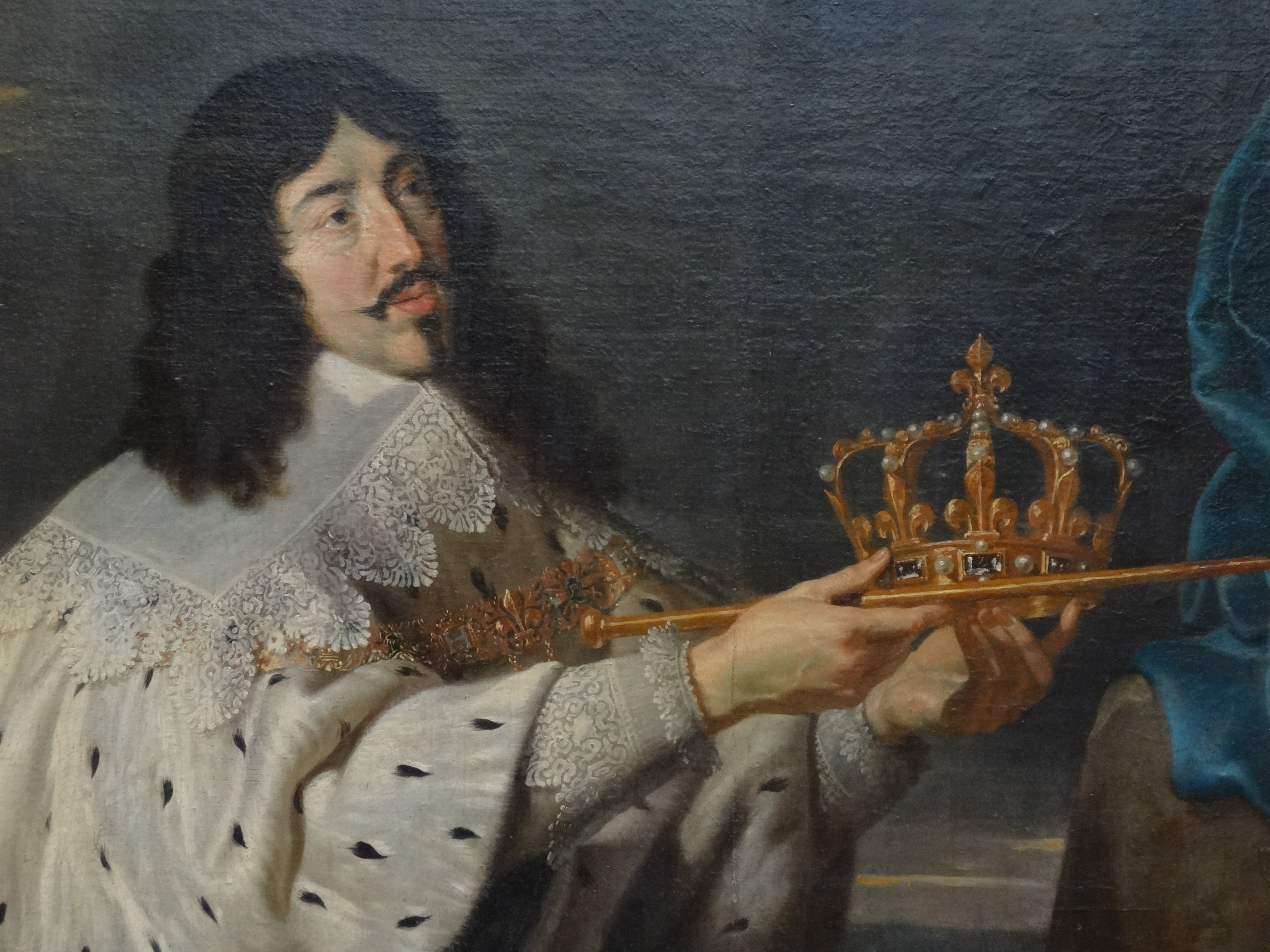
Détail du Vœu de Louis XIII, par Philippe de Champaigne (1638).

Pour le sacre de Louis XIII, deux nouvelles couronnes - une en or et une autre en vermeil - furent réalisées ; elles étaient plus petites que celles d'Henri IV, car destinées à la tête d'un enfant (Louis XIII ayant à peine neuf ans, lors de son sacre en la cathédrale de Reims le 17 octobre 1610). Elles étaient basées sur le même modèle que leurs prédécesseures : un bandeau comportant de vraies et fausses pierres précieuses (sans plus de précisions), 6 fleur de lys et 6 fleurs d'ache, en or avec des branches fermant la couronne pour l'une, mais la couronne en vermeil possédait cette fois des branches. Là aussi, on ne sait pas grand-chose sur les pierres précieuses. Elles sont représentées sur la planche II des gravures de Michel Félibien du trésor de Saint-Denis , et il est très probable que la couronne que tient Louis XIII dans ses mains sur le tableau La consécration de la France à la Vierge par Louis XIII, par Philippe de Champaigne, soit une version agrandie de la couronne d'or de son sacre -  vu que la vraie n'était pas à la taille de sa tête adulte, mais de sa tête d'enfant. Également détruites à la Révolution.

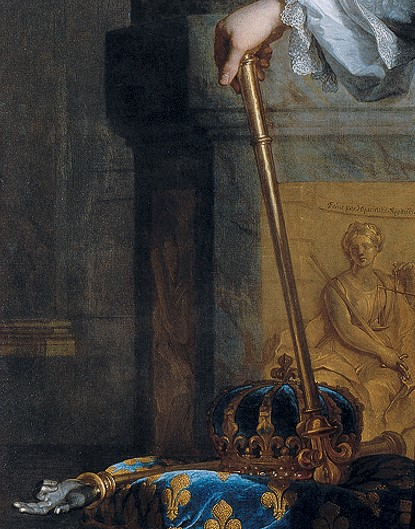
Détail du portrait de Louis XIV en costume de sacre par Hyacinthe Rigaud (1701) : couronne de Louis XIV, sceptre (tenu à l'envers) et main de justice d'Henri IV.

### Couronne deLouisXIV
Louis XIV, devenu roi le 14 mai 1643, est sacré le 7 juin 1654 à l'âge de 15 ans. Deux nouvelles couronnes furent créées par le joaillier Alexandre Courtois (? - 1654). Plus ornées que les couronnes de Louis XIII, elles avaient cependant la même composition : sur le bandeau, la couronne d'or avait des pierres précieuses et du verre coloré imitant d'autres pierres. Les branches avaient pour base sur le bandeau non plus 6 fleurs de lys et 6 fleurs d'ache, mais 12 fleurs de lys, jointes par des perles. Elle pesait un kilo. La couronne de vermeil, également fermée, fut sertie pour la cérémonie - probablement le festin - de pierres précieuses inconnues, lesquelles furent retirées et remplacées par des copies en cristal de roche et verre teinté après que le roi, selon la tradition, eut légué ses couronnes au trésor de Saint-Denis. Une technique reprise pour la couronne de Louis XV. Elle pesait 600 grammes. Représentées sur la planche III des gravures de Félibien, on aperçoit la couronne d'or en arrière-plan du célèbre portrait de Louis XIV par Hyacinthe Rigaud. Comme les autres, elles furent fondues en 1793.

### Couronne deLouisXV

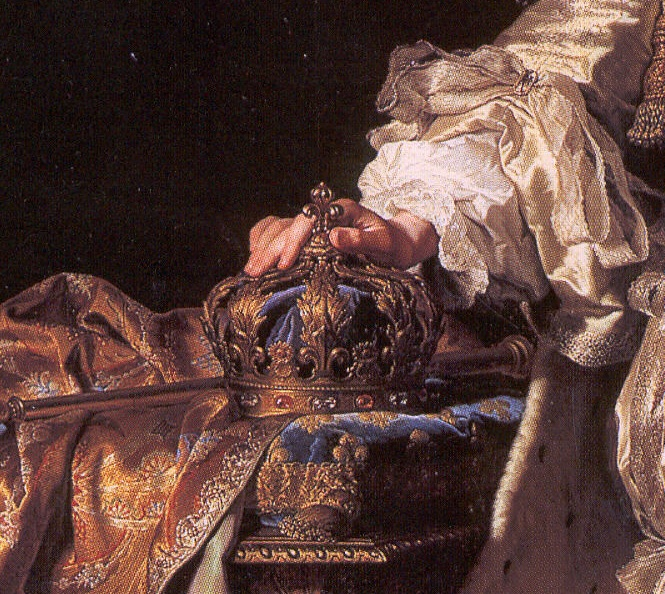
Détail du portrait de Louis XV en costume de sacre par Hyacinthe Rigaud (1730) : couronne et sceptre.

Pour le sacre du jeune Louis XV, le 22 octobre 1722 (le roi avait 12 ans), toutes les précédentes couronnes, essayées, n'allèrent pas ; on en fit faire d'autres. La couronne d'or se composait d'un bandeau en or ouvragé, serti de pierres précieuses et bordé de rangées de perles. Du bandeau partaient 6 fleurs de tournesols et 6 fleurs de lys, toutes en or, et des branches en palmes de lauriers et grappes de raisin - toujours en or - partant des fleurs de lys et fermant la couronne en une grande fleur de lys en or. Contrairement aux précédentes couronnes, on la voit distinctement sur un tableau, le dernier portrait de Louis XV par Rigaud, réalisé en 1730.

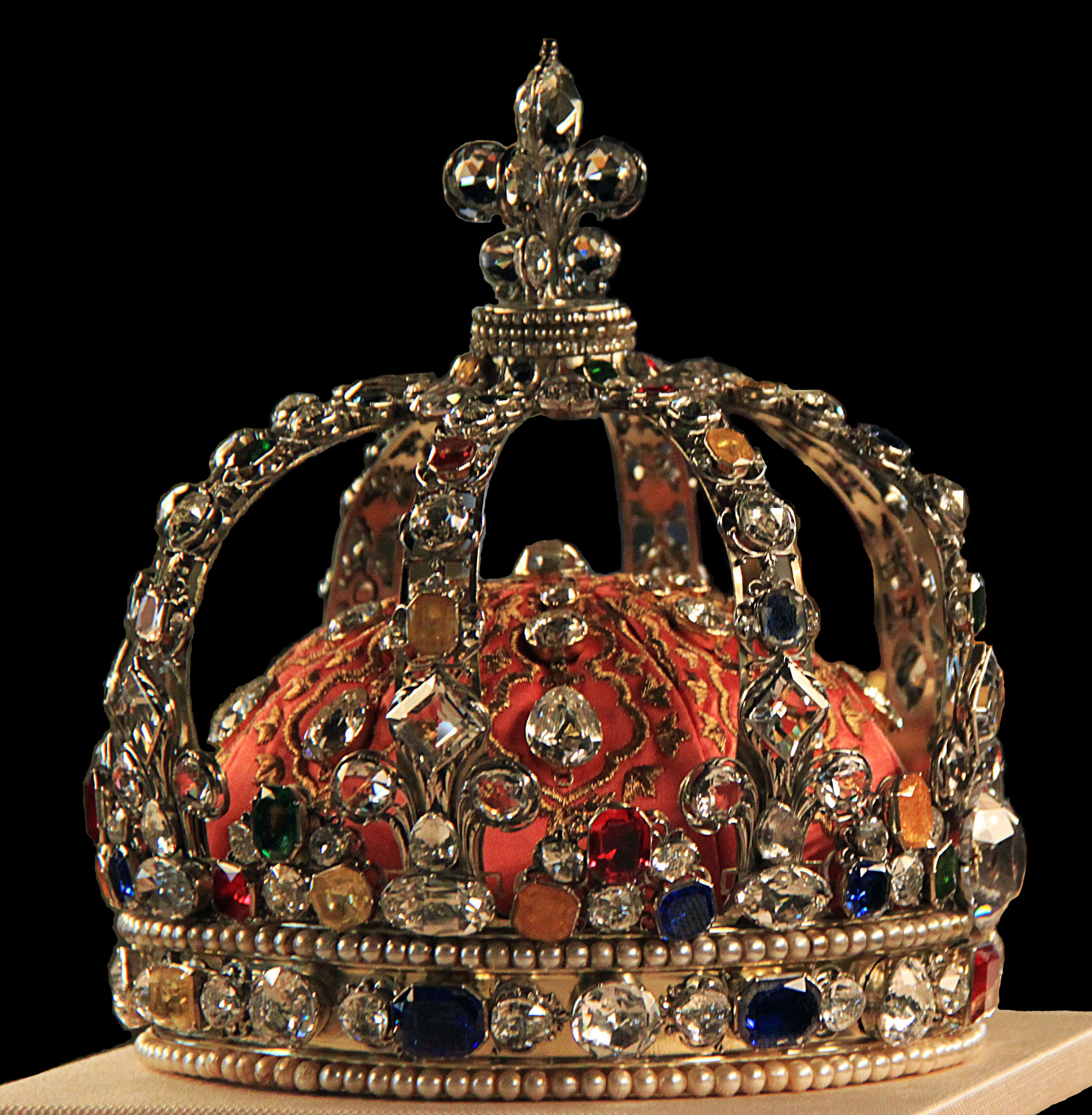
Couronne de vermeil de Louis XV.

La couronne de vermeil de Louis XV (1710 - 1774) est la seule couronne parvenue de l'Ancien Régime appartenant au Trésor de l'abbaye Saint-Denis. Elle est conservée actuellement dans la galerie d'Apollon dans le musée du Louvre à Paris. Jusqu'au début du XVIIIe siècle les rois de France portaient des couronnes peu décorées par de vraies pierres précieuses. Louis XV est à l'origine du changement. En effet, la couronne utilisée lors de son sacre en 1722 avait été décorée par des diamants du Garde-Meuble de la Couronne. Cette nouvelle couronne a été réalisée par Augustin Duflot (1715 - 1774), d'après les dessins de Claude Rondé, le joaillier de la Couronne qui a utilisé des diamants de la collection de Mazarin (1602 - 1661), le fameux Régent, 282 diamants, 64 pierres de couleur (saphirs, rubis, topazes et émeraudes) et 230 perles. Après le sacre, lors du transfert de la couronne par le roi au trésor de l'abbaye de Saint-Denis, les vrais diamants furent retirés et remplacés par des copies en quartz ou verre coloré, lesquelles se trouvent encore aujourd'hui sur la couronne.
Pendant la Révolution les autres couronnes royales ont été perdues, volées ou détruites et la couronne de sacre de Louis XV est la seule à avoir survécu. En 1887, la Troisième République (1870-1940) a décidé de vendre une grande partie des joyaux présents sur la couronne de Louis XV (certains diamants et autres pierres précieuses ont été conservés au musée du Louvre comme le Régent, au muséum d'Histoire Naturelle et au musée de l'école des Mines).
La couronne dépourvue de ses pierres précieuses (remplacées par des copies en verre), compte tenu de son importance historique, a été conservée.

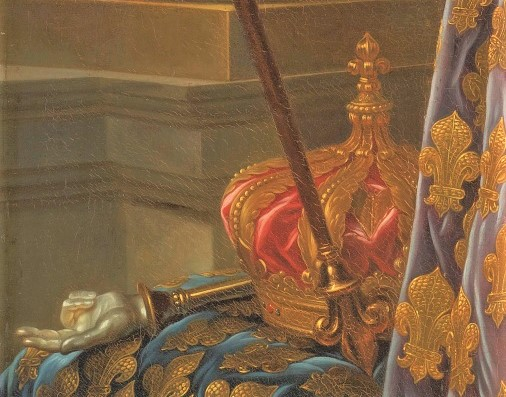
Détail du portrait de Louis XVI en costume de sacre par Antoine-François Callet : couronne de Louis XVI, sceptre (tenu à l'envers) et main de justice d'Henri IV.

### Couronne deLouisXVI

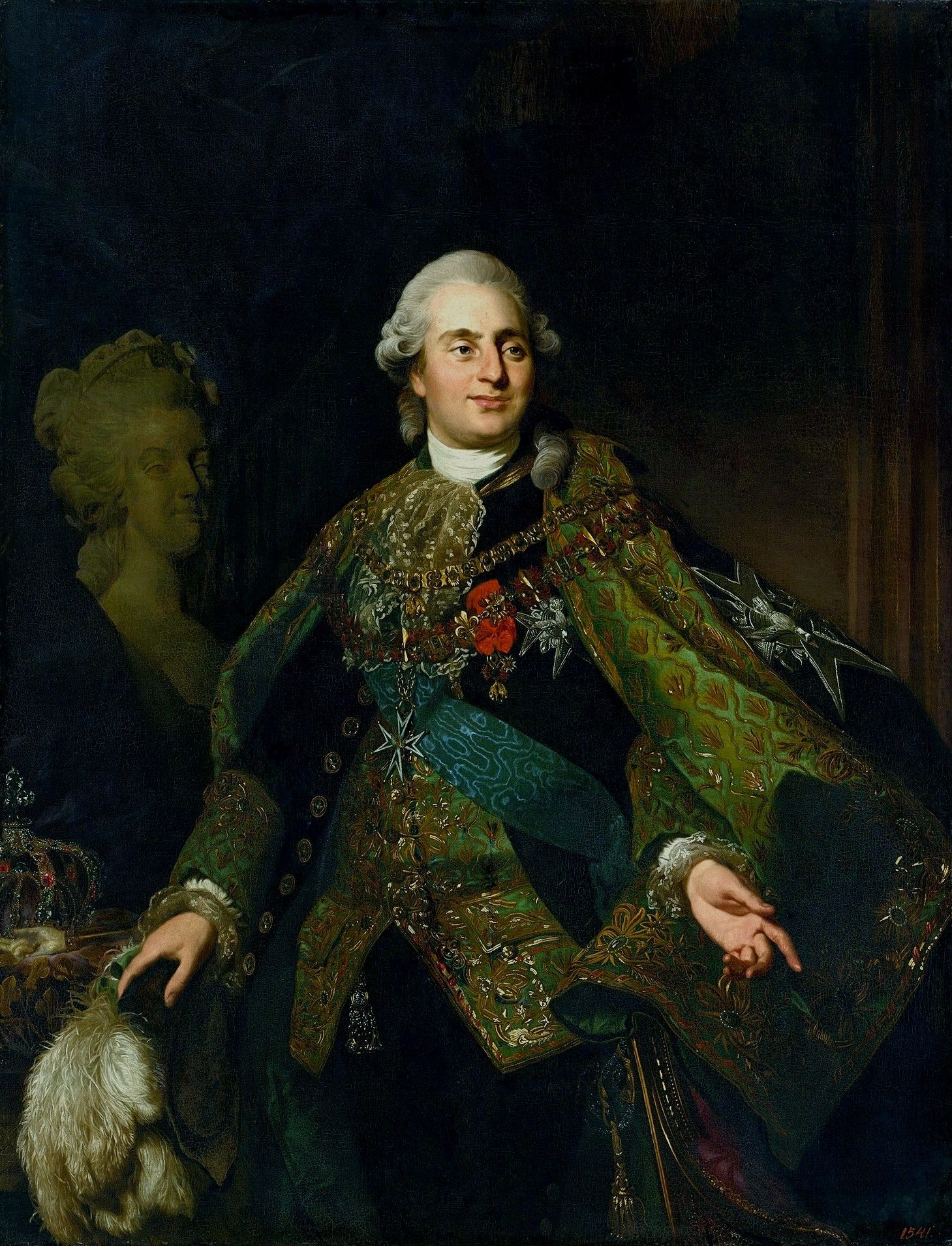
Portrait de Louis XVI [...] de 1783. La couronne d'arrière-plan ressemble à la description de la couronne du sacre

. Contrairement à ses trois prédécesseurs directs, Louis XVI est sacré à l'âge adulte de 21 ans, le 11 juin 1775. La couronne d'or fut réalisée par l'orfèvre du roi, Auguste, qui la réalisa en or de 22 carats (poids total de 1345 g) pour un peu plus de 4016 livres (plus 150 livres pour l'écrin de maroquinerie pour la couronne). La couronne d'or est formée d'un bandeau enrichi d'ornements, de pierres précieuses (non détaillées) et cerné de perles dorées, et surmontée de fleur-de-lys reliés par des ornements, dont s'échappaient des diadèmes (branches dont la forme évoque les diadèmes de lauriers antiques) en feuilles d'acanthe, sur lesquels se trouvent des perles. Les diadèmes se réunissent au sommet de la couronne pour former une sorte de chapiteau, sur lequel on trouve une double fleur-de-lys. Elle avait un bonnet intérieur cramoisi brodé d'or. On la reconnaît derrière le roi sur le célèbre portrait d'Antoine-François Callet.
La couronne de vermeil fut l'une des rares à ne pas être détruite à la Révolution, ayant déjà disparu avant ; créée pour le sacre par le joaillier Aubert, elle ne fut pas conservée après le sacre. Bernard Morel indique qu'elle fut sûrement démontée pour ne pas avoir à réaliser des copies des nombreux diamants qui l'ornaient et de préserver des finances du royaume. Elle est décrite dans le livre du sacre comme ayant un bandeau cerné de perles constellé de 8 pierres précieuses et de 24 diamants. Bandeau surmonté de huit fleur-de-lys, dont la principale, frontale, ornée du Régent, dont s'échappaient des branches dont chacune avait des filets de perles entrecroisés, où on trouvait trois pierres précieuses de couleur et quatre diamants blancs. Au sommet, les branches se réunissaient en un socle sur lequel se trouvait une double fleur-de-lys, qui comportait en son sein le Sancy. Mis à part les branches et quelques détails comme l'emplacement de certaines pierres précieuses, elle ressemblait fortement à la couronne de vermeil de Louis XV. Sa description ressemble fortement à la couronne que l'on aperçoit derrière le roi sur le Portrait de Louis XVI de France en Habit de l'Ordre du Saint-Esprit par Alexandre Roslin, datant de 1782-1783.

### Destruction des couronnes

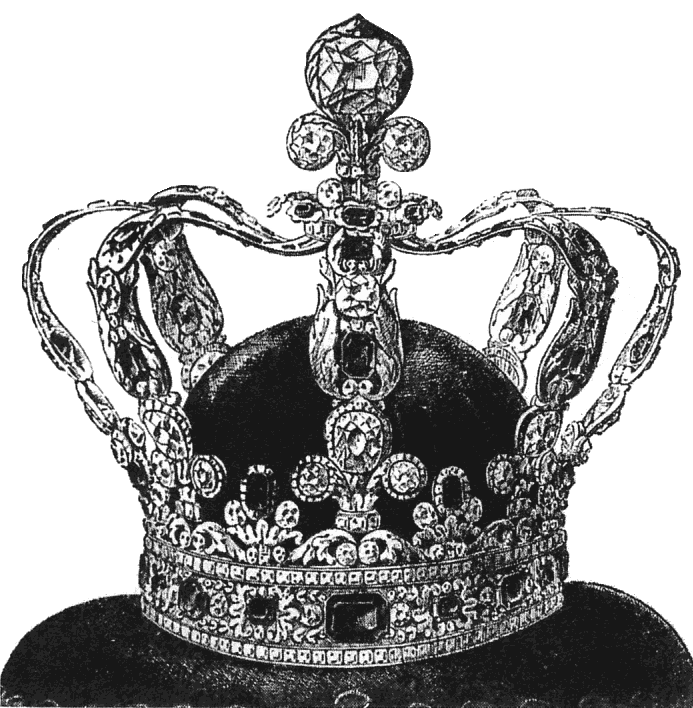
Couronne de Charles X par Bapst, gravure, 1825.

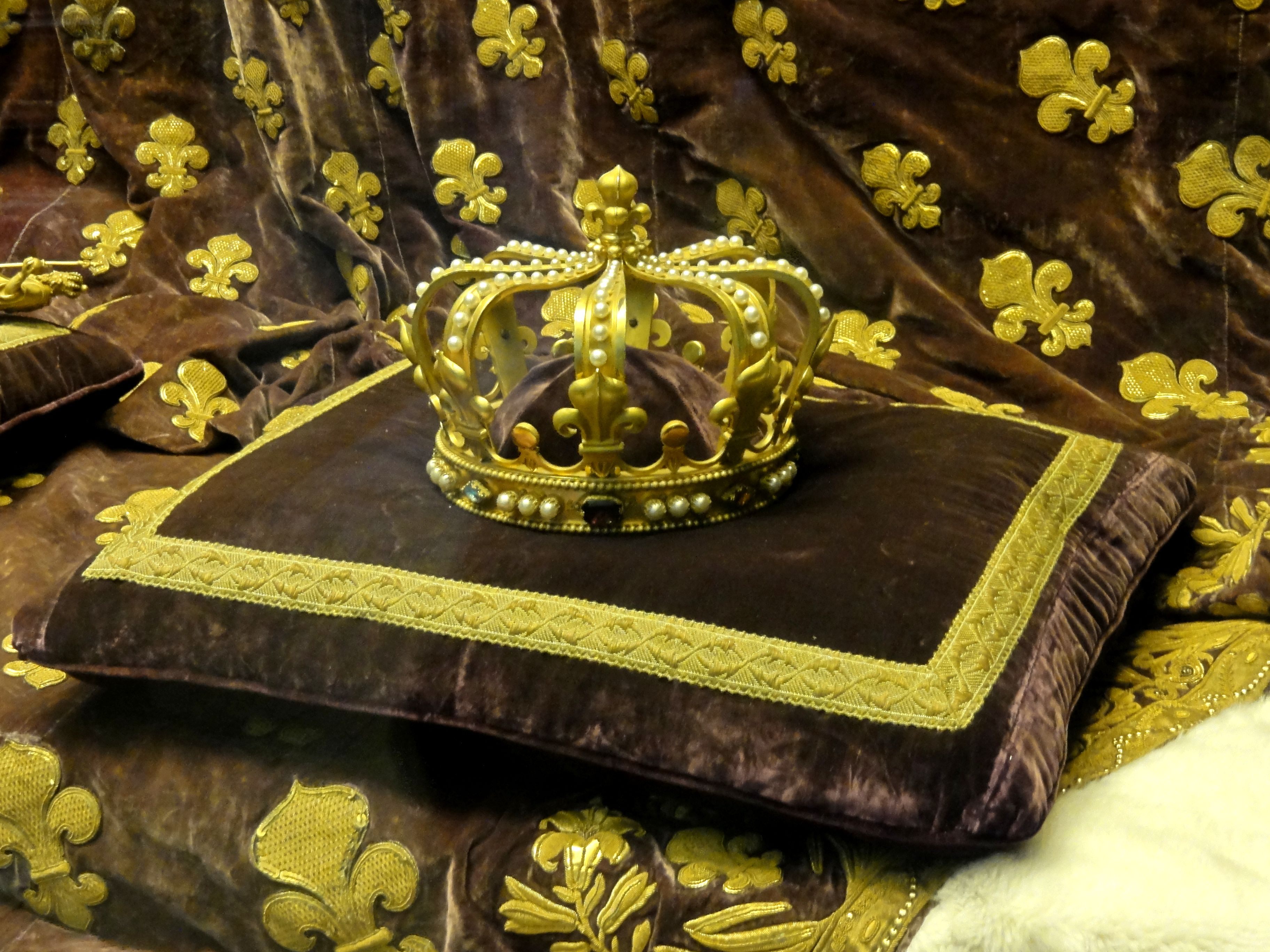
Couronne de la reine, Feuchère, 1821-1824, basilique de Saint-Denis.

Lors de la Révolution, la couronne dite de saint Louis fut détruite ainsi que les trois autres couronnes du trésor de Saint-Denis (celle de Charlemagne, celle de Jeanne d'Évreux et celle d'Henri IV) et les couronnes des sacres des autres Bourbons. Seule la couronne de Louis XV a pu être sauvée ; elle est conservée aujourd'hui au musée du Louvre dans la galerie d'Apollon. En revanche, une grande partie des pierres précieuses qui sertissaient cette couronne ont été vendues en 1887 sous la Troisième République (les pierres précieuses restantes, dont le Régent et le Sancy, sont présentées dans les musées du Louvre, d'histoire naturelle et de l'école des mines). Lors de cette vente, la République décida de détruire des couronnes créées après 1789 (celle de Charles X et celle de Napoléon III). La couronne de lauriers et le globe de Napoléon Ier avaient auparavant été détruits par Louis XVIII.
Les seules couronnes encore présentes dans les collections nationales sont la couronne de Louis XV, datant de l'Ancien Régime, celle de Napoléon Ier, du Premier Empire, et celle de l'impératrice Eugénie, du Second Empire. Par ailleurs, les couronnes de bronze doré du roi, de la reine et du dauphin, réalisées par Feuchère en 1821-1824 avant le sacre de Charles X, sont conservées à la basilique de Saint-Denis, avec les regalia des funérailles de Louis XVIII (sceptre, main de justice et copie de l'épée de Charlemagne).

## Autres instruments du sacre
Lors de son sacre, le roi de France portait différents attributs dont certains témoignaient de différentes fonctions de la royauté :
- le sceptre et le trône de Dagobert (VIIe siècle) : ils font partie des plus anciens ornements royaux, créés selon la tradition par l'orfèvre Éloi de Noyon pour Dagobert Ier ;
- l'épée Joyeuse (IXe siècle) : ayant appartenu selon la légende à Charlemagne, elle est un attribut guerrier mais aussi protecteur car le roi est le défenseur de l’Église et le chef des armées ;
- les éperons du sacre (XIIe siècle) : ils sont remis au roi lors du rituel de chevalerie ;
- la main de justice (XIIIe siècle) : symbolisant le pouvoir judiciaire rendu par le roi, disparut lors de la Révolution. Une réplique, ornée de l'anneau médiéval dit de saint Denis, fut fabriquée en 1804 pour le sacre de Napoléon Ier ;
- le sceptre de Charles V (XIVe siècle) : apparaissant initialement lors du sacre de Charles V, le sceptre est caractérisé par son sommet où figure une statuette de Charlemagne.

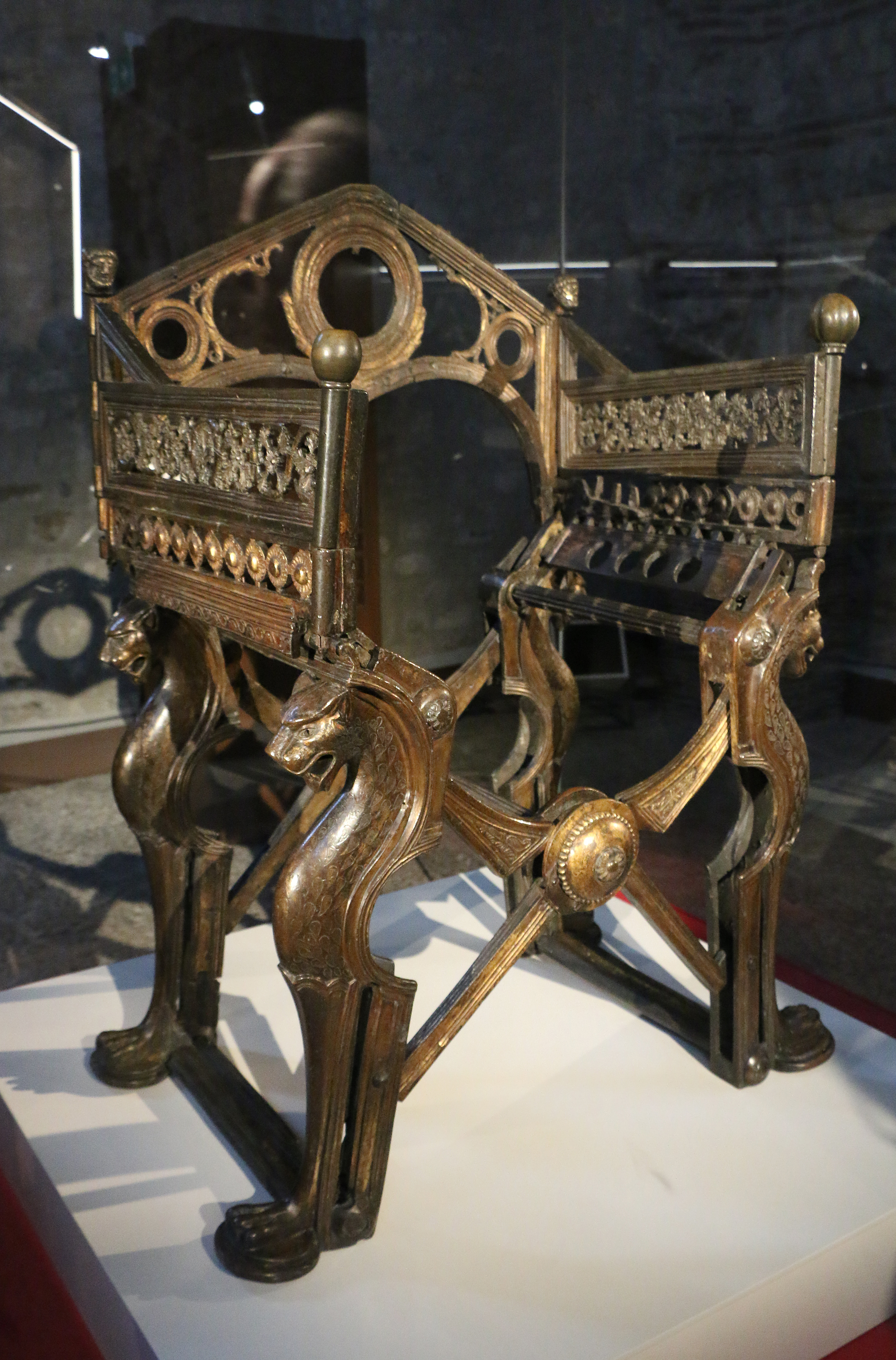
Le trône de Dagobert.
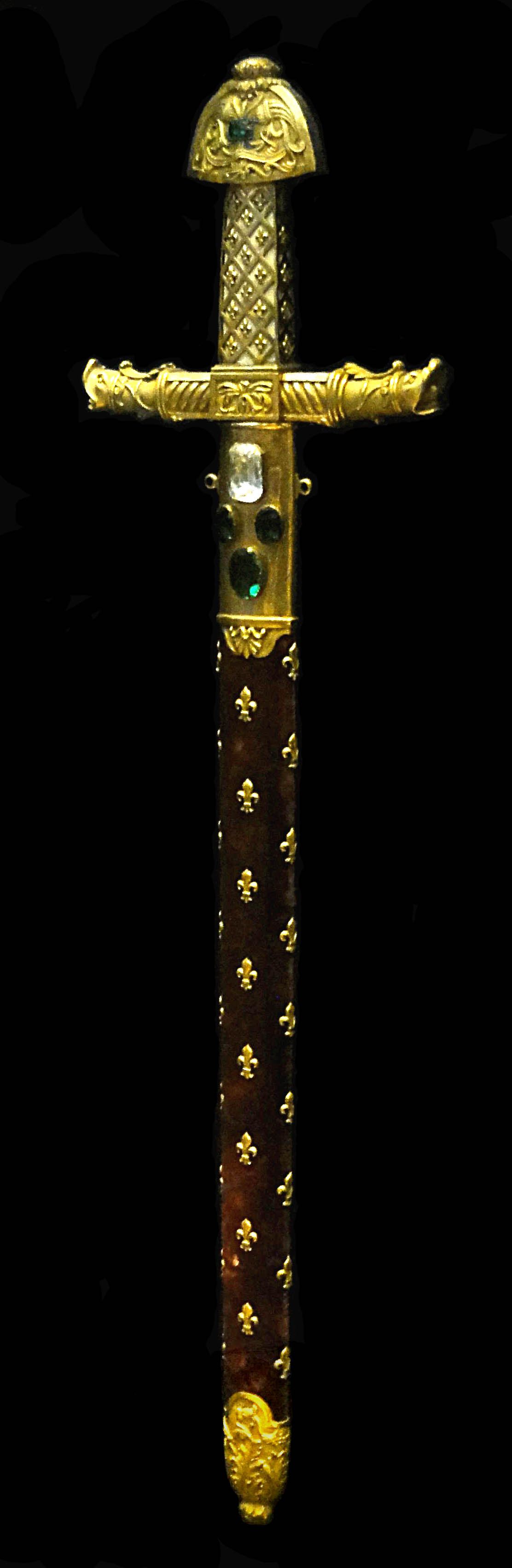
L'épée Joyeuse dans son fourreau orné de fleur de lys.
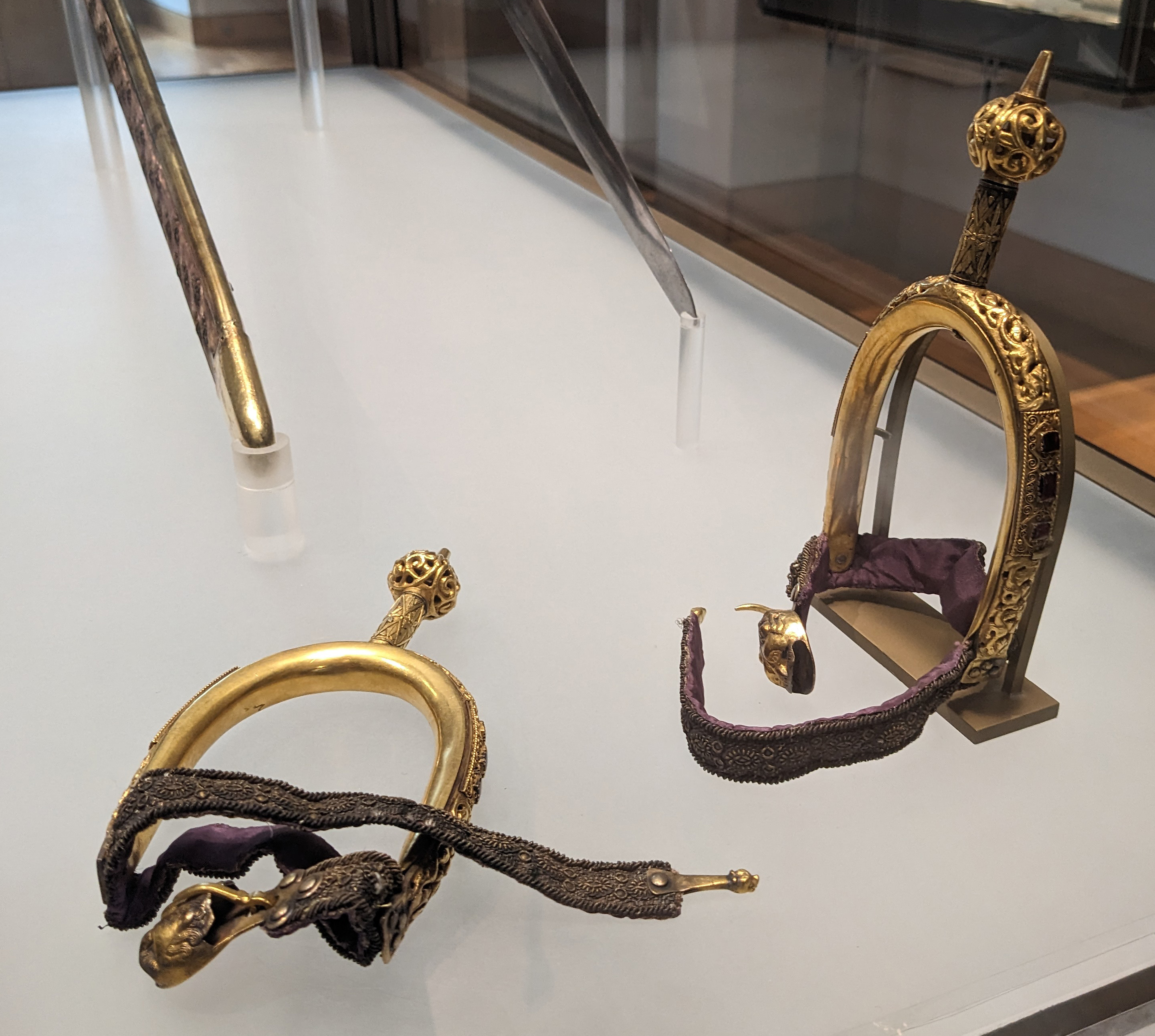
Les éperons du sacre.
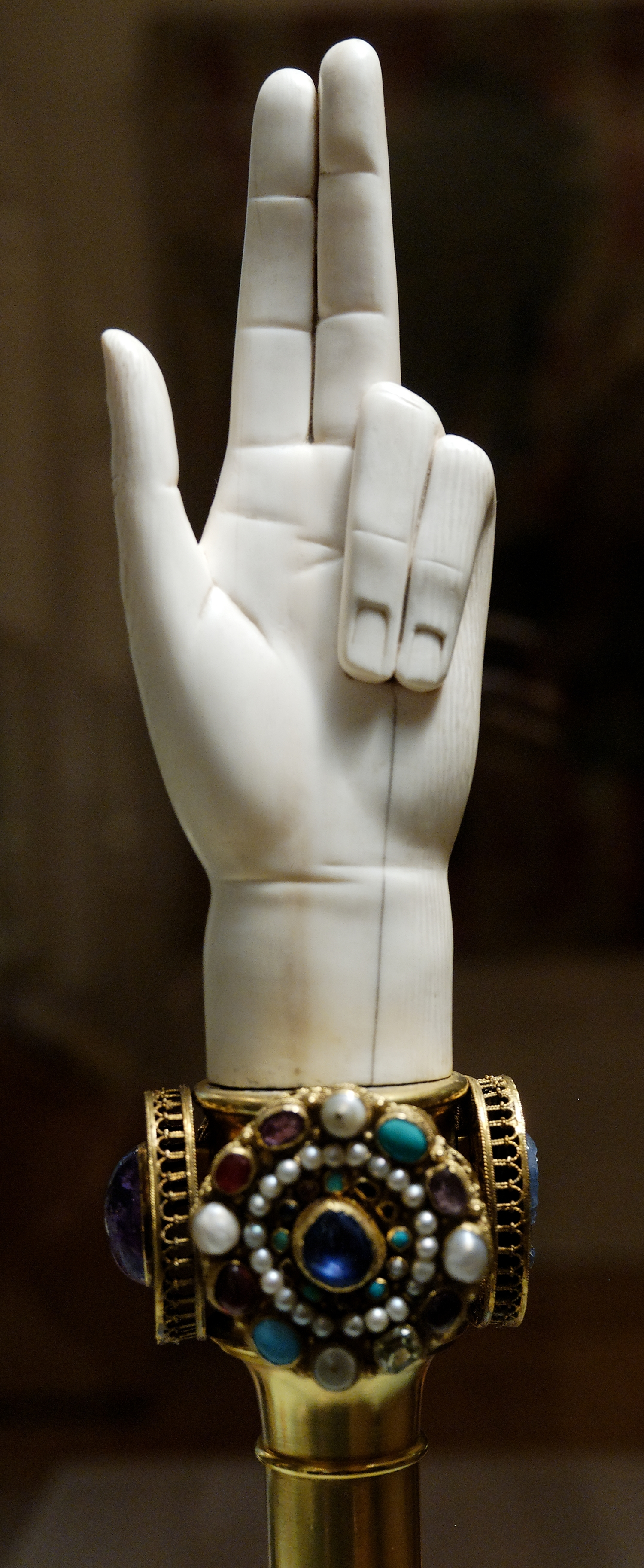
La main de justice de Napoléon Ier.
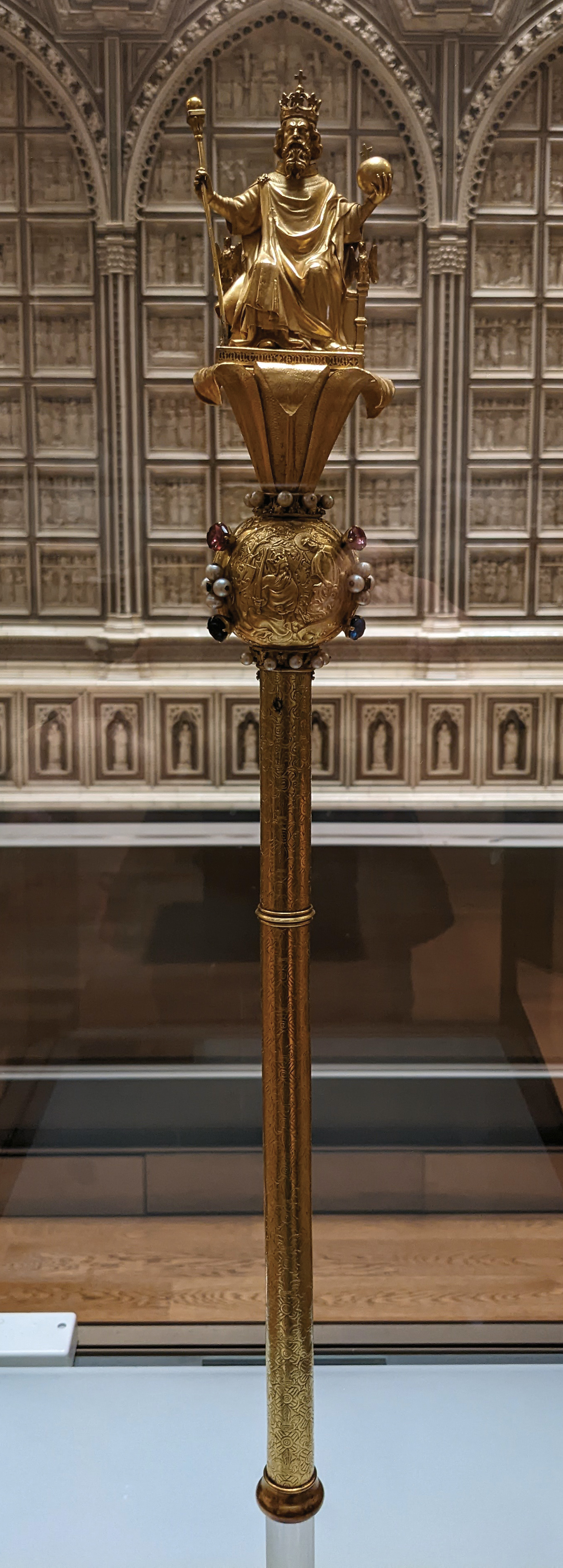
Le sceptre de Charles V.

Lors des guerres de Religion, plusieurs ornements royaux disparurent (comme le sceptre de saint Louis et le sceptre à la rose datant du XIIe siècle) ou furent inaccessible (détenus par la Ligue catholique). Henri IV, roi protestant, en fit fabriquer de nouveaux pour son sacre. Son sceptre couronné d'une fleur de lys et sa main de justice furent par la suite utilisés par tous ses successeurs.

## Vêtements royaux

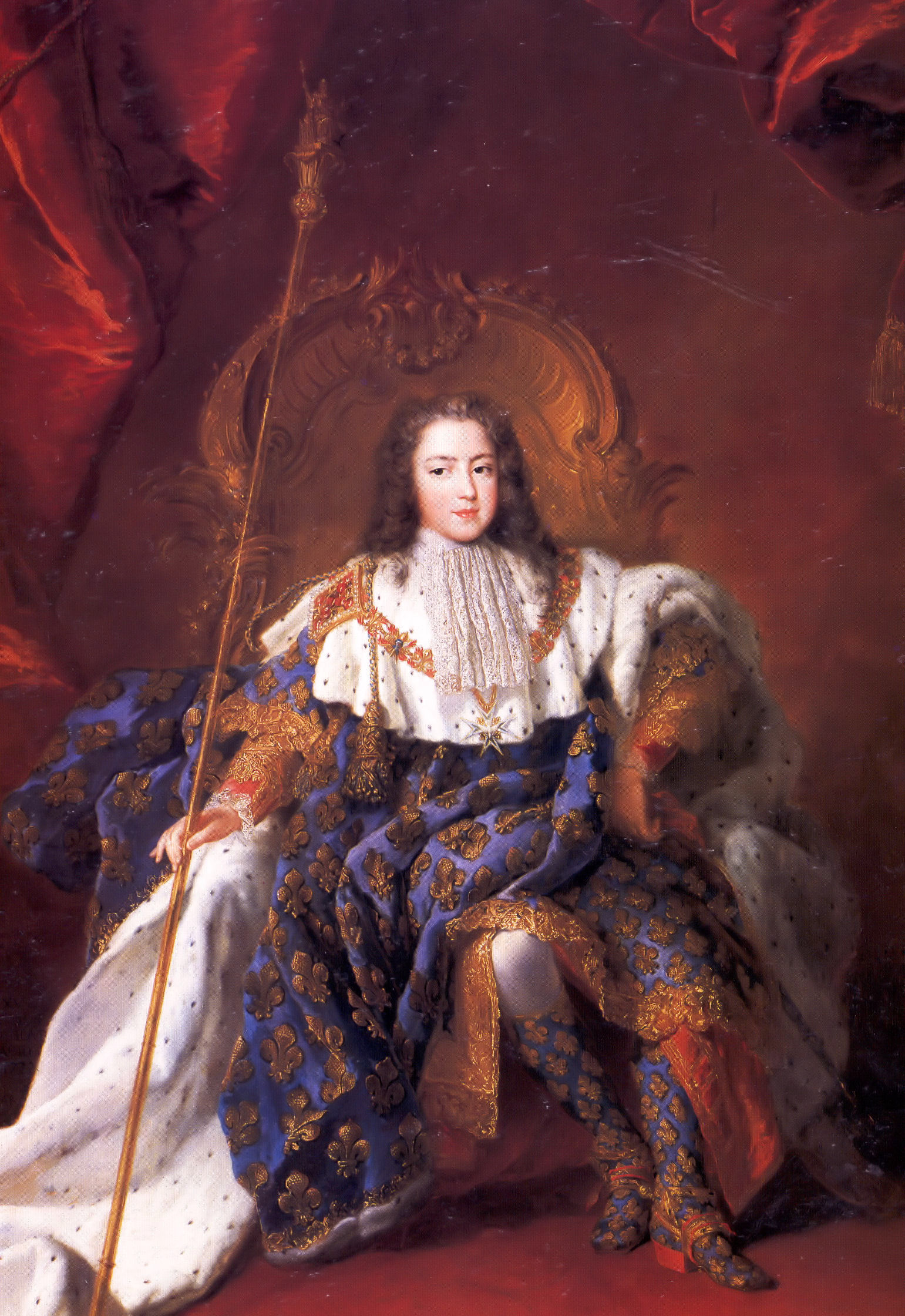
Portrait de Louis XV en costume de sacre par Alexis Simon Belle (1723), seul portrait présentant le roi en costume complet de sacre.

Parmi les vêtements royaux dont le roi était revêtu lors du sacre, il faut citer :
- les chausses et les bottines ;
- le surcot ;
- la tunique ;
- la chappe ;
- le fermail de la chappe (losange d'or environné de perles, avec une fleur de lys fleurdelisée d'or, enrichi de rubis balais[14],[Note 2]) ;
- les gants du sacre ;
- l’anneau royal, qui incarne l'union du roi et de son peuple. L'anneau dit de saint Louis provenant du trésor de Saint-Denis est conservé au Louvre[23].

Les rois de France sont rarement représentés avec leur panoplie complète sur leurs portraits de sacre. Ils portent le manteau royal (clos par le fermail de la chappe) sur un vêtement argenté à culottes et épaulettes bouffantes, ainsi que les colliers de l'Ordre de Saint-Michel et de l'Ordre du Saint-Esprit. Ils sont également présentés avec les plus symboliques des ornements royaux, tels l'épée (Joyeuse), le sceptre (éventuellement celui de Charles V), la main de justice et la couronne, régulièrement posée sur le côté. À la suite du portrait de Louis XIV en costume de sacre de Hyacinthe Rigaud (1701), les rois sont régulièrement représentés avec, à la main, le sceptre à la fleur de lys, renversé comme un bâton de commandement sur un tabouret où reposent la couronne et la main de justice.

## Instruments liturgiques
En France, parmi les ornements du sacre, peuvent être qualifiés d'instruments liturgiques :
- le calice de saint Remi (ou calice du sacre) ;
- la coupe des Ptolémées ;
- la patène de serpentine ;
- le livre du sacre ;
- la Sainte Ampoule.

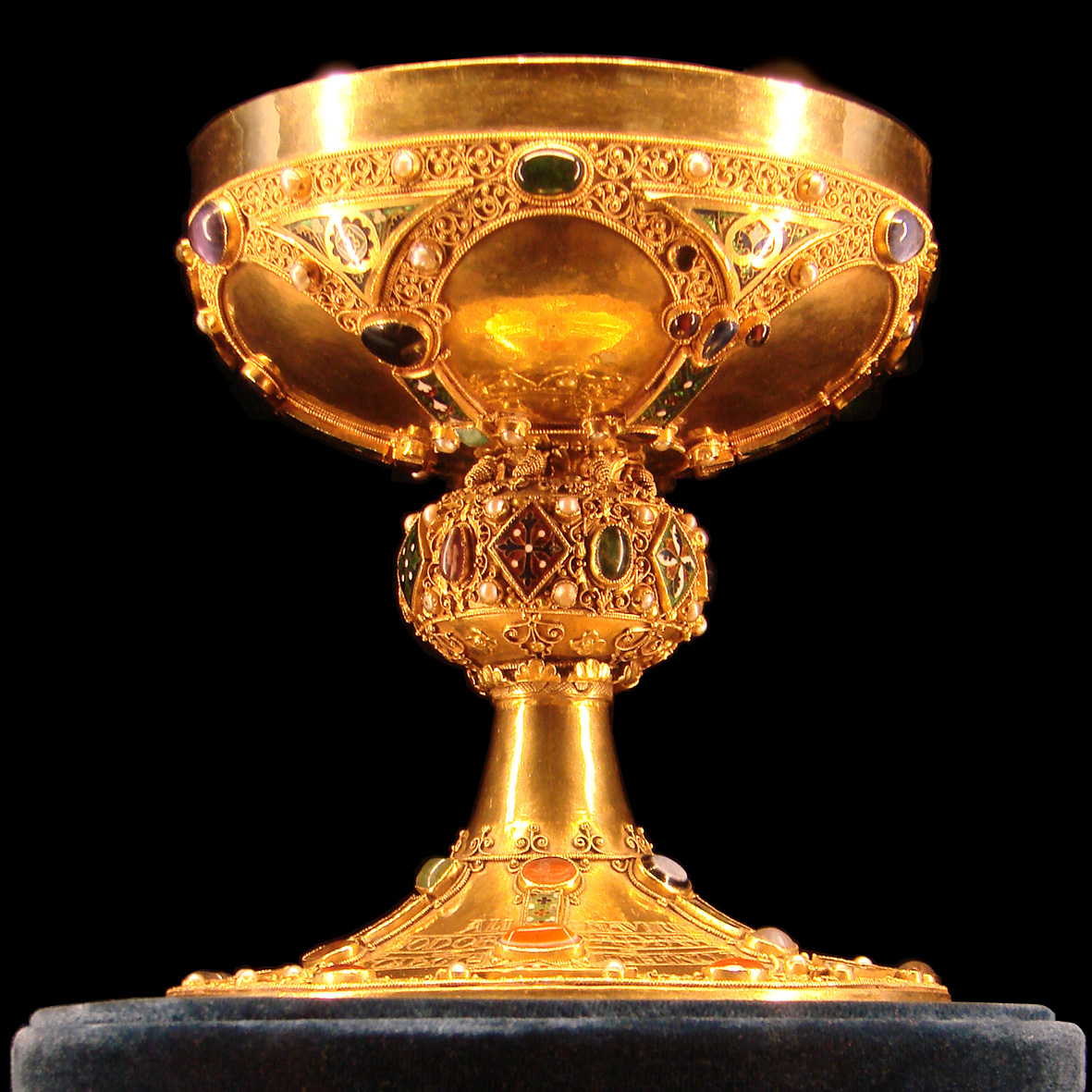
Le calice de saint Remi.
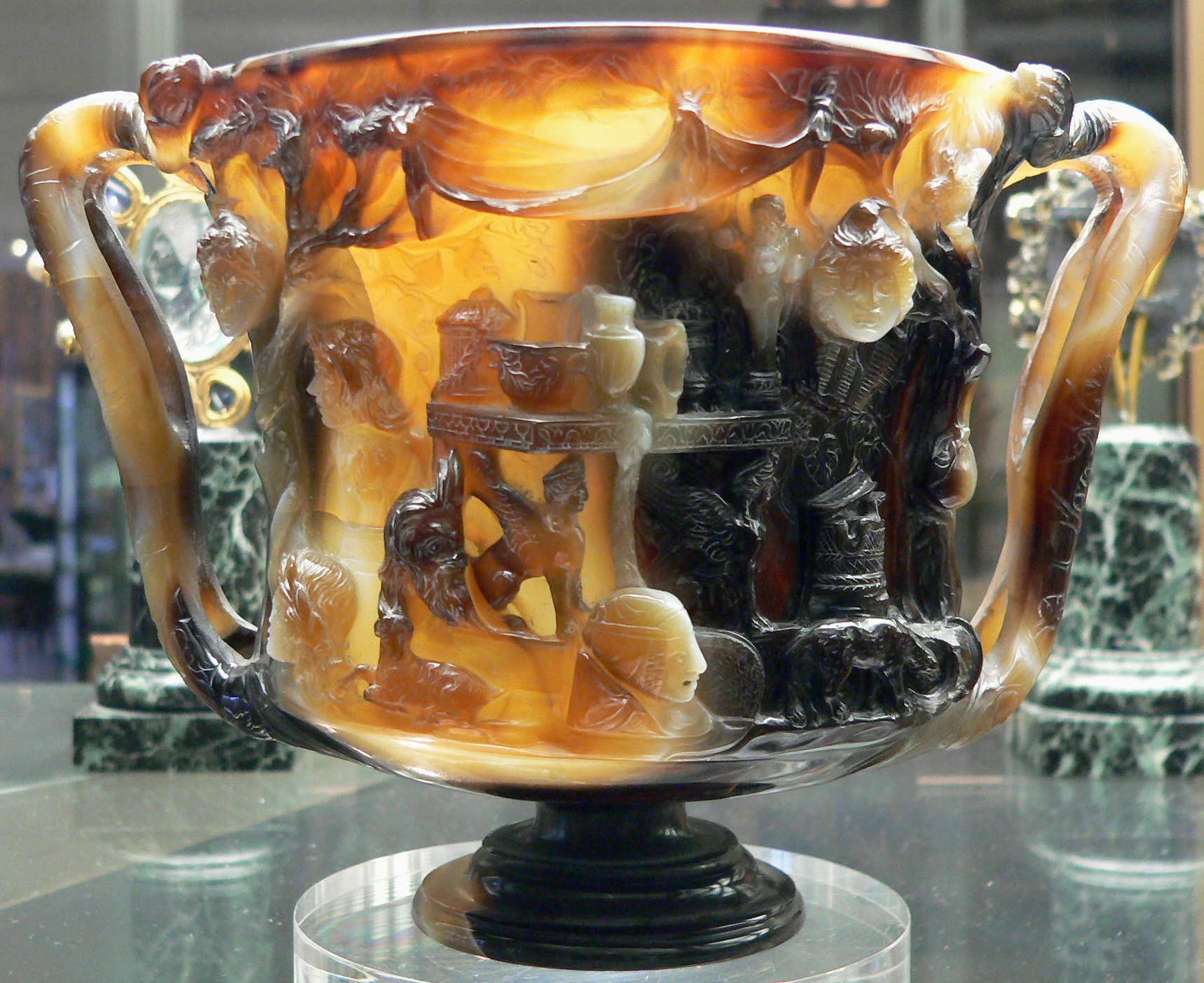
La coupe des Ptolémées.
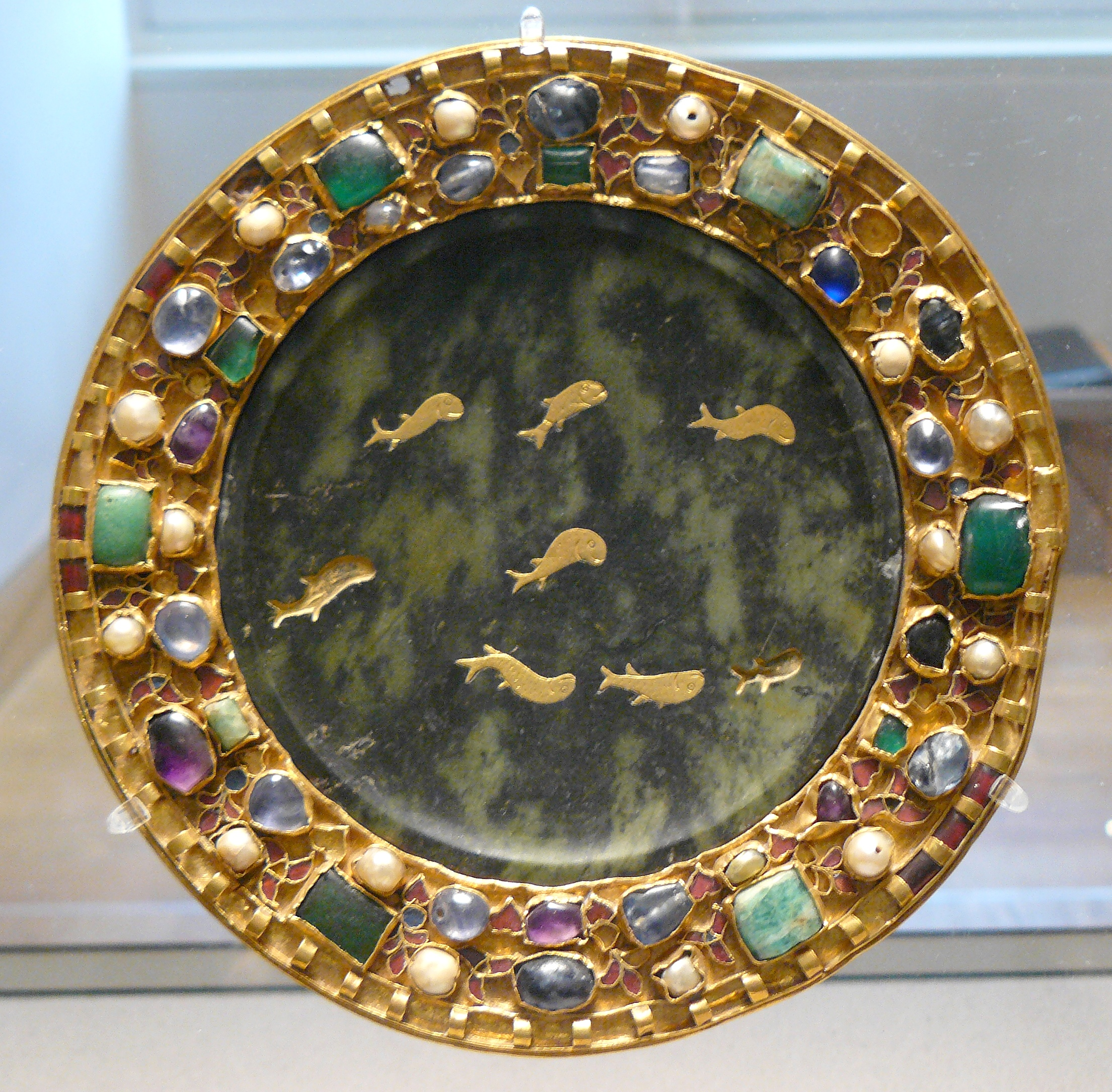
La patène de serpentine.
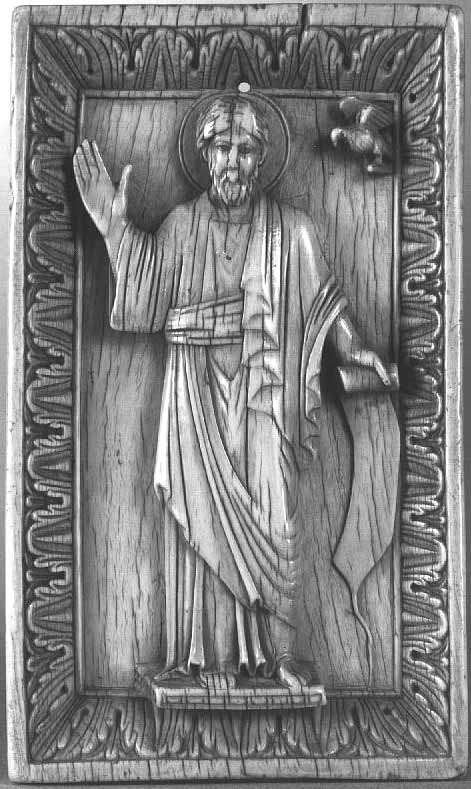
Le plaque d'ivoire servant de couverture au livre du sacre.
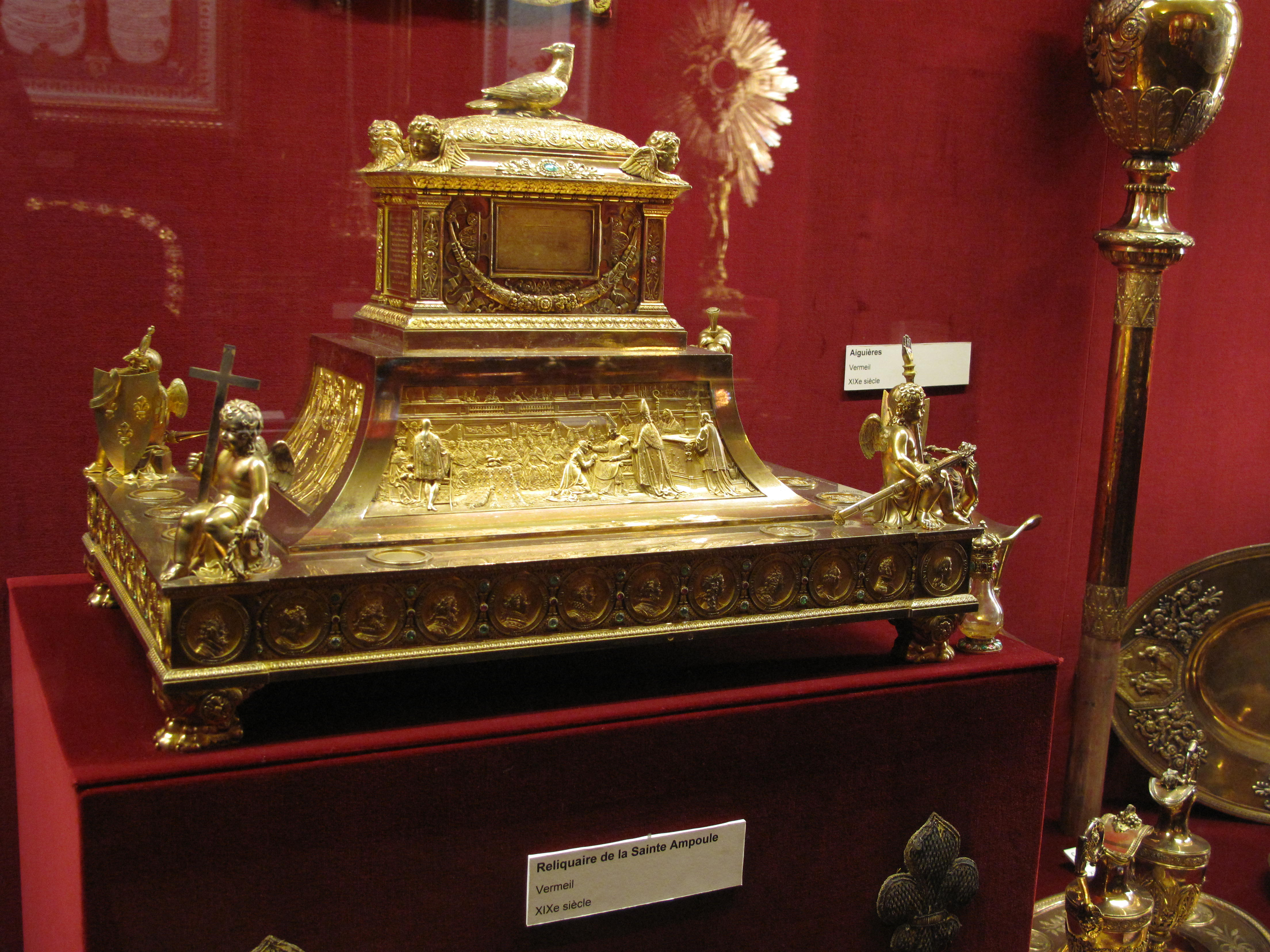
Le reliquaire actuel de la Sainte Ampoule.